# Campeonato Mundial de Esquí Nórdico de 2019
El LIII Campeonato Mundial de Esquí Nórdico se celebró en la localidad de Seefeld (Austria) entre el 20 de febrero y el 3 de marzo de 2019 bajo la organización de la Federación Internacional de Esquí (FIS) y la Federación Austríaca de Esquí.

## Esquí de fondo

### Masculino
| Evento                          | Oro                                                                                       | Plata                                                                                            | Bronce                                                                                |
| ------------------------------- | ----------------------------------------------------------------------------------------- | ------------------------------------------------------------------------------------------------ | ------------------------------------------------------------------------------------- |
| Velocidad individual EL (21.02) | Johannes Klæbo · Noruega · 3:21,17                                                        | Federico Pellegrino · Italia · 3:21,40                                                           | Gleb Retivyj · Rusia · 3:22,54                                                        |
| Velocidad por equipo EC (24.02) | Noruega · Emil Iversen · Johannes Klæbo · 18:49,86                                        | Rusia · Gleb Retivyj · Alexandr Bolshunov · 18:51,74                                             | Italia · Francesco De Fabiani · Federico Pellegrino · 18:53,89                        |
| 15 km EC (27.02)                | Martin Johnsrud Sundby · Noruega · 38:22,6                                                | Alexandr Bessmertnyj · Rusia · 38:25,5                                                           | Iivo Niskanen · Finlandia · 38:43,0                                                   |
| 30 km persecución EM (23.02)    | Sjur Røthe · Noruega · 1:10:21,8                                                          | Alexandr Bolshunov · Rusia · 1:10:21,9                                                           | Martin Johnsrud Sundby · Noruega · 1:10:22,5                                          |
| 50 km EL (03.03)                | Hans Christer Holund · Noruega · 1:49:59,3                                                | Alexandr Bolshunov · Rusia · 1:50:27,1                                                           | Sjur Røthe · Noruega · 1:50:57,1                                                      |
| Relevo 4 × 10 km (01.03)        | Noruega · Emil Iversen · Martin Johnsrud Sundby · Sjur Røthe · Johannes Klæbo · 1:42:32,1 | Rusia · Andrei Larkov · Alexandr Bessmertnyj · Alexandr Bolshunov · Serguei Ustiugov · 1:43:10,9 | Francia Adrien Backscheider Maurice Manificat Clément Parisse Richard Jouve 1:43:33,1 |

### Femenino
| Evento                          | Oro                                                                                  | Plata                                                                                        | Bronce                                                                                            |
| ------------------------------- | ------------------------------------------------------------------------------------ | -------------------------------------------------------------------------------------------- | ------------------------------------------------------------------------------------------------- |
| Velocidad individual EL (21.02) | Maiken Caspersen Falla · Noruega · 2:32,35                                           | Stina Nilsson · Suecia · 2:34,01                                                             | Mari Eide · Noruega · 2:35,19                                                                     |
| Velocidad por equipo EC (24.02) | Suecia · Stina Nilsson · Maja Dahlqvist · 15:14,93                                   | Eslovenia Katja Višnar Anamarija Lampič 15:15,30                                             | Noruega · Ingvild Flugstad Østberg · Maiken Caspersen Falla · 15:15,53                            |
| 10 km EC (26.02)                | Therese Johaug · Noruega · 27:02,1                                                   | Frida Karlsson · Suecia · 27:14,3                                                            | Ingvild Flugstad Østberg · Noruega · 27:37,3                                                      |
| 15 km persecución EM (23.02)    | Therese Johaug · Noruega · 36:54,5                                                   | Ingvild Flugstad Østberg · Noruega · 37:52,1                                                 | Natalia Nepriayeva · Rusia · 37:53,2                                                              |
| 30 km EL (02.03)                | Therese Johaug · Noruega · 1:14:26,2                                                 | Ingvild Flugstad Østberg · Noruega · 1:15:03,0                                               | Frida Karlsson · Suecia · 1:15:10,2                                                               |
| Relevo 4 × 5 km (28.02)         | Suecia · Ebba Andersson · Frida Karlsson · Charlotte Kalla · Stina Nilsson · 55:21,0 | Noruega · Heidi Weng · Ingvild Flugstad Østberg · Astrid Jacobsen · Therese Johaug · 55:24,1 | Rusia · Yuliya Belorukova · Anastasiya Sedova · Anna Nechayevskaya · Natalia Nepriayeva · 57:24,8 |

## Salto en esquí

### Masculino
| Evento                              | Oro                                                                                    | Plata                                                                                | Bronce                                                               |
| ----------------------------------- | -------------------------------------------------------------------------------------- | ------------------------------------------------------------------------------------ | -------------------------------------------------------------------- |
| Trampolín normal individual (01.03) | Dawid Kubacki · Polonia · 218,3 pts.                                                   | Kamil Stoch · Polonia · 215,5 pts.                                                   | Stefan Kraft · Austria · 214,8 pts.                                  |
| Trampolín grande individual (23.02) | Markus Eisenbichler · Alemania · 279,4                                                 | Karl Geiger · Alemania · 267,3                                                       | Killian Peier · Suiza · 266,1                                        |
| Trampolín grande por equipo (24.02) | Alemania · Karl Geiger · Richard Freitag · Stephan Leyhe · Markus Eisenbichler · 987,5 | Austria · Philipp Aschenwald · Michael Hayböck · Daniel Huber · Stefan Kraft · 930,9 | Japón Yukiya Sato Daiki Ito Junshiro Kobayashi Ryoyu Kobayashi 920,2 |

### Femenino
| Evento                              | Oro                                                                                   | Plata                                                                                                | Bronce                                                                                      |
| ----------------------------------- | ------------------------------------------------------------------------------------- | --- | ------------------------------------------------------------------------------------------- |
| Trampolín normal individual (27.02) | Maren Lundby · Noruega · 259,6 pts.                                                   | Katharina Althaus · Alemania · 259,1 pts.                                                            | Daniela Iraschko-Stolz · Austria · 247,6 pts.                                               |
| Trampolín normal por equipo (26.02) | Alemania · Juliane Seyfarth · Ramona Straub · Carina Vogt · Katharina Althaus · 898,9 | Austria · Eva Pinkelnig · Jacqueline Seifriedsberger · Chiara Hölzl · Daniela Iraschko-Stolz · 880,3 | Noruega · Anna Odine Strøm · Ingebjørg Saglien Bråten · Silje Opseth · Maren Lundby · 876,9 |

### Mixto
| Evento                              | Oro                                                                                               | Plata                                                                                             | Bronce                                                                                       |
| ----------------------------------- | ------------------------------------------------------------------------------------------------- | ------------------------------------------------------------------------------------------------- | -------------------------------------------------------------------------------------------- |
| Trampolín normal por equipo (02.03) | Alemania · Katharina Althaus · Markus Eisenbichler · Juliane Seyfarth · Karl Geiger · 1012,2 pts. | Austria · Eva Pinkelnig · Philipp Aschenwald · Daniela Iraschko-Stolz · Stefan Kraft · 989,9 pts. | Noruega · Anna Odine Strøm · Robert Johansson · Maren Lundby · Andreas Stjernen · 938,4 pts. |

## Combinada nórdica
| Evento                           | Oro                                                                                    | Plata                                                                                | Bronce                                                                                |
| -------------------------------- | -------------------------------------------------------------------------------------- | ------------------------------------------------------------------------------------ | ------------------------------------------------------------------------------------- |
| TN + 10 km individual (28.02)    | Jarl Magnus Riiber · Noruega · 25:01,3                                                 | Bernhard Gruber · Austria · 25:02,7                                                  | Akito Watabe Japón 25:05,9                                                            |
| TG + 10 km individual (22.02)    | Eric Frenzel · Alemania · 23:43,0                                                      | Jan Schmid · Noruega · 23:47,3                                                       | Franz-Josef Rehrl · Austria · 23:51,7                                                 |
| TN + 4 × 5 km por equipo (02.03) | Noruega · Espen Bjørnstad · Jan Schmid · Jørgen Graabak · Jarl Magnus Riiber · 50:15,5 | Alemania · Johannes Rydzek · Eric Frenzel · Fabian Rießle · Vinzenz Geiger · 50:16,5 | Austria · Bernhard Gruber · Mario Seidl · Franz-Josef Rehrl · Lukas Klapfer · 50:20,5 |
| TG + 2 × 7,5 km (24.02)          | Alemania · Eric Frenzel · Fabian Rießle · 28:29,5                                      | Noruega · Jan Schmid · Jarl Magnus Riiber · 28:37,7                                  | Austria · Franz-Josef Rehrl · Bernhard Gruber · 28:38,7                               |

## Medallero
| Núm. | País      | Oro | Plata | Bronce | Total |
| ---- | --------- | --- | ----- | ------ | ----- |
| 1    | Noruega   | 13  | 5     | 7      | 25    |
| 2    | Alemania  | 6   | 3     | 0      | 9     |
| 3    | Suecia    | 2   | 2     | 1      | 5     |
| 4    | Polonia   | 1   | 1     | 0      | 2     |
| 5    | Rusia     | 0   | 5     | 3      | 8     |
| 6    | Austria   | 0   | 4     | 5      | 9     |
| 7    | Italia    | 0   | 1     | 1      | 2     |
| 8    | Eslovenia | 0   | 1     | 0      | 1     |
| 9    | Japón     | 0   | 0     | 2      | 2     |
| 10   | Finlandia | 0   | 0     | 1      | 1     |
| 10   | Francia   | 0   | 0     | 1      | 1     |
| 10   | Suiza     | 0   | 0     | 1      | 1     |
|      | TOTAL     | 22  | 22    | 22     | 66    |